# Пярнамяэ
Пя́рнамяэ (эст. Pärnamäe) — деревня в волости Виймси уезда Харьюмаа, Эстония.

## География и описание
Расположена у северо-восточной границы Таллина. Граничит с административным центром волости — посёлком Виймси ― и с деревнями Рандвере и Лубья. На юге деревню обрамляет болото Соосепа, по которому проходит 2-километровая походная тропа.
Высота над уровнем моря — 42 метра.
Климат умеренный. Официальный язык — эстонский. Почтовый индекс — 74020.

## Население
По данным переписи населения 2021 года, в Пярнамяэ насчитывалось 1987 жителей, из них 1528 (77,3 %) — эстонцы.
По состоянию на 1 января 2021 года в деревне проживали 1795 человек, из них 904 мужчины и 891 женщина; детей в возрасте до 14 лет включительно — 542, лиц трудоспособного возраста (возраст 15–64 года) — 1145, лиц пенсионного возраста (65 лет и старше) — 108 человек.
По данным переписи населения 2011 года, число постоянных жителей деревни составляло 1556 человек, из них 1282 (82,4 %) — эстонцы.
По числу жителей Пярнамяэ занимает второе место среди деревень волости после деревни Рандвере. Многократное увеличение численности населения деревни в 2010-х годах связано с интенсивным жилым строительством, которое обусловлено удачным месторасположением и близостью населённого пункта к Таллину. Среди новостроек основное число составляют частные, рядные и парные жилые дома.
Численность населения деревни Пярнамяэ:
| Год  | 2000 | 2011   | 2017   | 2018   | 2019   | 2020   | 2021   |
| ---- | ---- | ------ | ------ | ------ | ------ | ------ | ------ |
| Чел. | 75   | ↗ 1556 | ↗ 1564 | ↗ 1674 | ↗ 1739 | ↗ 1795 | ↗ 1987 |

## История
В письменных источниках 1874 года упоминается Pearnamäe, 1898 года — Pernamäe.
Судя по археологическим находкам, поселение на месте нижнего гравийного карьера Пярнамяэ существовало уже более 3000 лет назад. Местные аллювиальные почвы в то время были очень подходящими для выращивания сельскохозяйственных культур.
Деревня была основана в 1920-х годах и названа по лесничеству Пярнамяэ, которое ранее принадлежало городской мызе Фет (нем. Faeht, Вяо, эст. Väo mõis) и в 1883 году было продано мызе Вимс (Виймси). В то время в ходе земельной реформы мыза была поделена на наделы, которые были отданы в пользование  участникам Освободительной войны и бывшим мызным работникам. Ещё в 1928 году хутор Пярнамяэ перечисляется в числе хуторов деревни Лубья, а как самостоятельная деревня Пярнамяэ появилась в конце 1930-х годов.
В советское время на землях нынешней деревни Пярнамяэ, на площади более 100 гектаров, находились поля опорно-показательного цветоводческого совхоза «Пирита».

## Инфраструктура
По состоянию на 2015 год в деревне работали 2 частных детских сада. В программе развития волости Виймси на 2016—2020 годы одной из приоритетных целей было признано строительство в деревне школы-детсада.

## Происхождение топонима
В буквальном переводе с эстонского деревня называется «Липовая гора». Это название она, вероятно, получила в честь горы, на которой до сих пор растет много лип. Однако не исключено, что основой топонима является личное имя Пярн  (Pärn ~ Pern). Расположенное неподалёку кладбище Пярнамяэ названо по улице Пярнамяэ, ведущей в деревню Пярнамяэ из таллинского микрорайона Иру. Кладбище было основано в 1920-х годах изначально как кладбище Ируского дома престарелых.